# Ana Dabović
Ana Dabović (Servisch: Ана Дабовић) (Cetinje, 18 augustus 1989) is een Servisch basketbalspeelster die uitkomt voor het nationale team van Servië.

## Carrière
Dabović speelde voor Los Angeles Sparks in de WNBA. In Europa speelde ze voor ŽKK Herceg Novi, PBC Flamurtari Vlorë, Aris BC, Dinamo-GUVD Novosibirsk, Wisła Can-Pack Kraków, CASA TED Kolejliler, Dinamo Moskou, Ormanspor, Yakın Doğu Üniversitesi, Fenerbahçe, BLMA en CJM Bourges Basket. Ze won één keer de EuroCup Women in 2014. In 2015 werd ze gekozen tot Serbian Basketball Player of the Year.
Met Servië won ze het Europees kampioenschap basketbal vrouwen 2015 en het Europees kampioenschap basketbal vrouwen 2021 en kwalificeerde ze zich voor het eerst in de historie voor de Olympische Spelen in 2016.

## Privé
Haar vader is basketbalcoach Milan Dabović en haar moeder is Nevenka Dabović, een vroegere handbalspeelster. Ze heeft één broer Milan Dabović die ook basketbal speelt en twee oudere zussen Jelica Dabović en Milica Dabović die ook basketbalspeelsters zijn.